# Frédéric Estèbe
Pour les articles homonymes, voir Estèbe.
Frédéric Estèbe (né le 3 avril 1863 à Buenos Aires en Argentine et mort le 18 avril 1936 à Montauban) est un administrateur colonial français, grand-maître du Grand Orient de France en 1930,.

## Biographie
En 1871, sa famille s'installe en France. Après des études à l’École normale de Toulouse, il commence sa carrière d'enseignant dans la même ville à l'école Bayard. En 1888-1891, il est vice-résident de Nosy Be à Madagascar chargé de l'enseignement du français mais aussi élève chancelier de la vice-résidence, lors du protectorat français de Madagascar (1882-1897).
Après son mariage à Toulouse le 19 septembre 1892 avec Marie Estèbe,, le couple s'installe à Madagascar la même année. Présent dans l'île  lors de la seconde expédition de Madagascar (1895-1897), il est remarqué par Galliéni et nommé administrateur à partir du 31 juillet 1896, puis administrateur maire d'Antananarivo le 25 avril 1899.
En 1903, il est promu secrétaire général de 1re classe, puis enchaîne les postes outre-mer : en 1911, gouverneur d'Oubangui-Chari, puis à partir de 1913, secrétaire général puis gouverneur général de l'Afrique-Équatoriale française. Lorsque la Grande Guerre éclate, il prend des initiatives pour défendre la Colonie dont la défense des communications entre Brazzaville et la frontière avec l'Afrique occidentale allemande. Ces décisions permettent d'assurer la maîtrise de la Basse-Sangha (Ouesso, Dalo, Bayanga et Likélemba) et du Congo et de préparer sereinement la Campagne du Kamerun.
L'année 1916 le retrouve gouverneur général du Moyen-Congo puis du Cameroun. En 1920, il est promu gouverneur de première classe et nommé à La Réunion jusqu'en septembre 1922. Il prend sa retraite le 1er janvier 1923 et devient gouverneur honoraire. Lors de l'annonce de sa retraite, il a été injustement impliqué dans l'affaire des détournements de colis postaux de la Réunion et plusieurs journaux démentiront l'information.
Frédéric Estèbe a rencontré au cours de sa carrière de nombreux francs-maçons dont Félix Éboué. En 1930, il est élu grand maître du Grand Orient de France et, en 1931, nommé commissaire de l'Exposition coloniale internationale de Paris.
Il meurt le 18 avril 1936 à Montauban d'une hémorragie cérébrale.

## Distinctions
- Commandeur de la Légion d'honneur le 21 octobre 1932[6],[13].

## Hommage
- L'avenue Frédéric-Estèbe à Toulouse.
- Le collège Frédéric-Estèbe à Toulouse jusqu'en 2005, rebaptisé Collège Claude-Nougaro[14].